# Vietsira squamigera
Genre
Espèce
Vietsira squamigera, unique représentant du genre Vietsira, est une espèce de collemboles de la famille des Lepidocyrtidae.

## Distribution
Cette espèce est endémique du Viêt Nam.

## Publication originale
- Yoshii, 1994 : Notes on the Collembola of Vietnam. Acta Zoologica Asiae Orientalis, vol. 3, p. 23-42.